# SM Caen
A Stade Malherbe Caen, vagy rövidebben SM Caen egy francia labdarúgócsapat. A jelenleg másodosztályban szereplő együttes nevét egy 16. századi francia költőről, François de Malherbe-ről kapta, aki caeni származású volt.
A klub a 2003–2004-es szezonban második helyen végzett a másodosztályban, így feljutottak az első osztályba. Ekkor azonban nem nyúlt hosszúra első osztályú szereplésük, ugyanis ebben a szezonban csak a 18. helyen végeztek, így 1 szezon után ki is estek. Bár kiestek, ebben a szezonban több jó eredményt is elértek, például idegenben legyőzték a Marseille együttesét is. Ugyanebben az évben érték el történetük eddigi legnagyobb sikerét is, ugyanis a Ligakupa döntőjébe jutottak.
3 másodosztályban töltött év után legközelebb 2007 nyarán jutottak föl, miután a másodosztály utolsó fordulójában 2–1-re győztek a Libourne ellen.

## Jelenlegi keret
2008. augusztus 13. szerint.
| #  |         | Poszt | Név                |
| -- | ------- | ----- | ------------------ |
| 1  | Francia | K     | Alexis Thébaux     |
| 2  | Francia | V     | Nicolas Seube      |
| 3  | svéd    | V     | Karl Svensson      |
| 4  | Mali    | V     | Brahim Thiam       |
| 5  | Francia | CS    | Sébastien Mazure   |
| 6  | Francia | KP    | Rémi Gomis         |
| 7  | Francia | KP    | Anthony Deroin     |
| 8  | Francia | KP    | Alexandre Raineau  |
| 9  | Francia | CS    | Steve Savidan      |
| 10 | Francia | CS    | Benjamin Nivet     |
| 11 | Francia | CS    | Youssef Adnane     |
| 12 | Francia | KP    | Grégory Proment    |
| 13 | Francia | V     | Florian Boucansaud |
| 14 | Francia | CS    | Julien Toudic      |
| 15 | Francia | V     | Stéphane Zubar     |

| #  |           | Poszt | Név                   |
| -- | --------- | ----- | --------------------- |
| 16 | Francia   | K     | Vincent Planté        |
| 17 | holland   | KP    | Rajiv van La Parra    |
| 18 | Tunézia   | KP    | Fahid Ben Khalfallah  |
| 19 | Francia   | V     | Jérémy Sorbon         |
| 20 | Francia   | KP    | Reynald Lemaître      |
| 21 | Argentína | V     | Pablo Barzola         |
| 23 | Francia   | V     | Mustapha Traoré       |
| 24 | Francia   | KP    | Grégory Leca          |
| 25 | Francia   | CS    | Lilian Compan         |
| 26 | Francia   | CS    | Oumar N'Diaye         |
| 27 | Francia   | KP    | Nicolas Florentin     |
| 28 | Argentína | KP    | Juan Eduardo Eluchans |
| 29 | Francia   | KP    | Ismaïla N'Diaye       |
| 30 | Francia   | K     | Damien Perquis        |

## Eredmények

A klub egyik korábbi címere

| Év   | Bajnoki cím  |
| ---- | ------------ |
| 1996 | Másodosztály |

| Év   | Második helyezett, döntős |
| ---- | ------------------------- |
| 1959 | Coupe Gambardella         |
| 1987 | Másodosztály- A csoport   |
| 1988 | Másodosztály-B csoport    |
| 1994 | Coupe Gambardella         |
| 2001 | Coupe Gambardella         |
| 2004 | Ligue 2                   |
| 2005 | Ligakupa                  |
| 2007 | Ligue 2                   |

Domestic Record
| Év      | Osztály                | Helyezés | Mérk. | Gy  | D   | V   | R.G. | K.G. | G.K. | Pont |
| ------- | ---------------------- | -------- | ----- | --- | --- | --- | ---- | ---- | ---- | ---- |
| 1934–35 | Másodosztály           | 11.      | 26    | 9   | 3   | 14  | 61   | 57   | +4   | 21   |
| 1935–36 | Másodosztály           | 6.       | 34    | 17  | 5   | 12  | 68   | 57   | +11  | 39   |
| 1936–37 | Másodosztály           | 8.       | 32    | 12  | 7   | 13  | 44   | 53   | -9   | 31   |
| 1937–38 | Másodosztály           | 14t.     | 30    | N/A | N/A | N/A | N/A  | N/A  | N/A  | 23   |
| 1970–71 | Másodosztály-B csoport | 15.      | 30    | 8   | 6   | 16  | 29   | 46   | -17  | 22   |
| 1971–72 | Másodosztály-A csoport | 6.       | 30    | 12  | 9   | 9   | 32   | 36   | -4   | 33   |
| 1972–73 | Másodosztály-A csoport | 17.      | 34    | 8   | 7   | 19  | 37   | 65   | -28  | 23   |
| 1975–76 | Másodosztály-A csoport | 6.       | 34    | 16  | 8   | 10  | 54   | 48   | +6   | 43   |
| 1976–77 | Másodosztály-B csoport | 15.      | 34    | 11  | 8   | 15  | 43   | 51   | -8   | 30   |
| 1977–78 | Másodosztály-B csoport | 18.      | 34    | 6   | 8   | 20  | 29   | 66   | -37  | 20   |
| 1980–81 | Másodosztály-B csoport | 18.      | 34    | 6   | 10  | 18  | 25   | 58   | -33  | 22   |
| 1984–85 | Másodosztály-A csoport | 11.      | 34    | 11  | 11  | 12  | 33   | 40   | -7   | 33   |
| 1985–86 | Másodosztály-B csoport | 6.       | 34    | 14  | 9   | 11  | 33   | 31   | +2   | 37   |
| 1986–87 | Másodosztály-A csoport | 2.       | 34    | 21  | 6   | 7   | 62   | 30   | +32  | 48   |
| 1987–88 | Másodosztály-B csoport | 2.       | 34    | 20  | 9   | 5   | 54   | 22   | +32  | 49   |
| 1988–89 | Ligue 1                | 16.      | 38    | 10  | 10  | 18  | 39   | 60   | -21  | 40   |
| 1989–90 | Ligue 1                | 16.      | 38    | 12  | 10  | 16  | 34   | 48   | -14  | 34   |
| 1990–91 | Ligue 1                | 8th      | 38    | 13  | 12  | 13  | 38   | 36   | +2   | 38   |
| 1991–92 | Ligue 1                | 5.       | 38    | 17  | 10  | 11  | 46   | 45   | +1   | 44   |
| 1992–93 | Ligue 1                | 11.      | 38    | 13  | 9   | 16  | 55   | 54   | +1   | 35   |
| 1993–94 | Ligue 1                | 16.      | 38    | 12  | 7   | 19  | 29   | 54   | -25  | 31   |
| 1994–95 | Ligue 1                | 19.      | 38    | 10  | 6   | 22  | 38   | 58   | -20  | 36   |
| 1995–96 | Másodosztály           | 1.       | 42    | 24  | 9   | 9   | 59   | 34   | +25  | 81   |
| 1996–97 | Ligue 1                | 17.      | 38    | 7   | 16  | 15  | 35   | 46   | -11  | 37   |
| 1997–98 | Másodosztály           | 9.       | 42    | 15  | 11  | 16  | 61   | 55   | +6   | 56   |
| 1998–99 | Másodosztály           | 5.       | 38    | 16  | 11  | 11  | 47   | 39   | +8   | 59   |
| 1999–00 | Másodosztály           | 6th      | 38    | 12  | 17  | 9   | 50   | 37   | +13  | 53   |
| 2000–01 | Másodosztály           | 17.      | 38    | 11  | 10  | 17  | 38   | 53   | -15  | 43   |
| 2001–02 | Másodosztály           | 6.       | 38    | 16  | 10  | 12  | 59   | 55   | +4   | 58   |
| 2002–03 | Másodosztály           | 7.       | 38    | 12  | 16  | 10  | 45   | 40   | +5   | 52   |
| 2003–04 | Másodosztály           | 2.       | 38    | 20  | 11  | 7   | 56   | 31   | +25  | 71   |
| 2004–05 | Ligue 1                | 18.      | 38    | 10  | 12  | 16  | 36   | 60   | -24  | 42   |
| 2005–06 | Másodosztály           | 4.       | 38    | 18  | 12  | 8   | 56   | 35   | +21  | 66   |
| 2006–07 | Másodosztály           | 2.       | 38    | 19  | 14  | 5   | 65   | 40   | 25   | 71   |
| 2007–08 | Ligue 1                | 11.      | 38    | 13  | 12  | 13  | 48   | 53   |      |      |
| 51      |                        |          |       |     |     |     |      |      |      |      |

### Francia kupa
A Caen legjobb eredménye a 2004-ben elért nyolcaddöntő volt.

### Ligakupa
2005-ben egészen a döntőig meneteltek, de ott 2–1-es vereséget szenvedtek az RC Strasbourgtól.

## Ismertebb játékosok
| - Kennet Andersson - Mathieu Bodmer - Gabriel Calderón - Benoît Cauet - Fabrice Divert | - Franck Dumas - William Gallas - Yoan Gouffran - Xavier Gravelaine - Sébastien Mazure | - Bernard Mendy - Alekszander Mosztovoj - Pascal Nouma - Jesper Olsen - Stéphane Paille | - Graham Rix - Jérôme Rothen - David Sommeil - Brian Stein - Ronald Zubar |

## A klub edzői
| - 1934–1935: François Konya - 1935–1936: Jean Gast - 1936–1938: Maurice Cottenet - 1938–1944: Jean Gast - 1944–1946: Mayer Károly - 1946–1947: Armand Deruaz - 1947–1949: Charles Carville - 1949–1952: Jules Vandooren - 1952–1953: Jean Prouff - 1953–1955: Mickey Proust - 1955–1958: André Grillon - 1958–1959: Marcel Leperlier - 1959–1961: Louis Requier | - 1961–1962: Albert Eloy - 1962–1964: Marcel Mouchel - 1964–1967: Jean Vincent - 1967–1972: Célestin Oliver - 1972 július–december: Bernard Lelong - 1972 december: Guy Lunel (megbízott edző, 1 hét) - 1972 december–1973 november: Émile Rummelhardt - 1973 november–1979: Jacques Mouilleron - 1979–1983: Alain Laurier - 1983–1988: Pierre Mankowski - 1988–1989 december: Robert Nouzaret - 1989 december–1994: Daniel Jeandupeux - 1994–1996: Pierre Mankowski | - 1996–1997: Guy David - 1997: Gabriel Calderon - 1997: Daniel Jeandupeux (megbízott, 1 mérkőzés) - 1997–2000 szeptember: Pascal Théault - 2000: Christophe Desbouillons (megbízott, 2 mérkőzés) - 2000 szeptember–2001: Jean-Louis Gasset - 2001–2002: Hervé Gauthier - 2002–2005 május: Patrick Remy - 2005 május-2005 június: Franck Dumas - 2005 június–: Franck Dumas (Segédedzők: Patrick Parizon és Patrice Garande) |